# Chak Au
Chak Kwong Au (chinois traditionnel : 區澤光) est un homme politique canadien en Colombie-Britannique.
Il est député de la circonscription fédérale britanno-colombienne de Richmond-Centre—Marpole à la Chambre des communes depuis 2025 sous la bannière du Parti conservateur du Canada.

## Biographie
Immigrant au Canada à partir de Hong Kong en 1988, il servait comme assistant professeur à l'université chinoise de Hong Kong. Il est thérapeute familial de profession.
Élu en 2011, il devient conseiller municipal de Richmond,.